# 中共中央办公厅国务院办公厅信访局
中共中央办公厅国务院办公厅信访局（简称中办国办信访局）是1986年至2000年期间中国共产党中央委员会和中华人民共和国国务院的信访工作机构，正司局级单位，由中华人民共和国国务院办公厅直接领导。2000年升格为副部级的国家信访局。

## 职责权限
中办国办信访局主要按照中共中央办公厅和国务院办公厅确定的工作范围，负责办理以下各项工作：
- 处理群众来信、接待群众来访
- 向党中央、国务院领导提供群众来信来访中反映的重要信息
- 办理党中央、国务院领导交办的有关信访事项
- 指导部门和地方的信访业务工作
- 处理跨部门、跨地区的信访疑难问题
- 其他相关工作